# Noordenveld (gemeente)

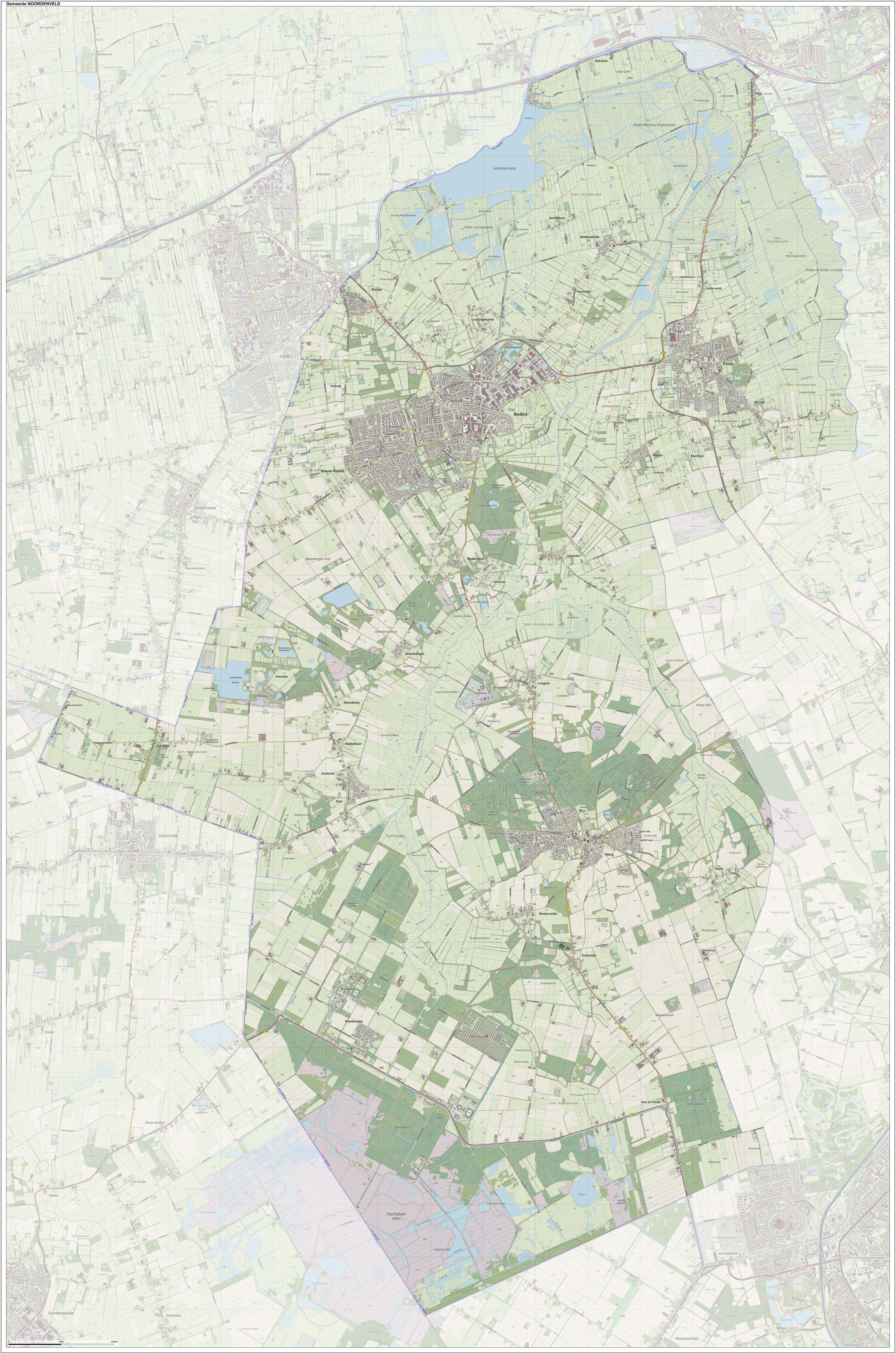
Topografische gemeentekaart van Noordenveld

Noordenveld (uitspraakⓘ) is een gemeente in het noorden van de provincie Drenthe in Nederland, ontstaan door de gemeentelijke herindeling van 1 januari 1998. Noordenveld bestaat uit de voormalige gemeenten Norg, Peize en Roden. De naam van de gemeente is ontleend aan het historische dingspel Noordenveld.

## Geografie
De gemeente Noordenveld ligt in de kop van de provincie Drenthe en grenst aan de provincies Friesland en Groningen. Binnen de gemeentegrenzen zijn verschillende landschapstypen te vinden. In het zuiden de veenkoloniën en hoogveen. Dit landschap gaat in noordelijke richting over naar een dekzandlandschap. Hier hebben zich verschillende esdorpen ontwikkeld, waaronder Roden, Norg en Peize. In het noorden van de gemeente  ligt een gebied met laagveen, het Leekstermeergebied.
Hoofdplaats van de gemeente is Roden met circa 14.645 inwoners. Roden is daarmee de grootste plaats van de gemeente. Noordenveld telt daarnaast nog 25 andere kernen. In het noorden grenst Noordenveld aan de gemeenten Westerkwartier en Groningen in de provincie Groningen. In het oosten ligt Tynaarlo. Assen en Midden-Drenthe liggen ten zuiden van Noordenveld. De Friese gemeenten Ooststellingwerf en Opsterland liggen ten westen van de gemeente.

### Kernen
Altena, Alteveer, Een, Een-West, Foxwolde, Huis ter Heide, Langelo, Leutingewolde, Lieveren, Matsloot, Nietap, Nieuw-Roden, Norg, Peest, Peize, Peizermade, Peizerwold, Roden, Roderesch, Roderwolde, Sandebuur, Steenbergen, Terheijl, Veenhuizen, Westervelde en Zuidvelde.

### Aangrenzende gemeenten
| Aangrenzende gemeenten | Aangrenzende gemeenten | Aangrenzende gemeenten | Aangrenzende gemeenten | Aangrenzende gemeenten |
| ---------------------- | ---------------------- | ---------------------- | ---------------------- | ---------------------- |
| Westerkwartier (Gr)    |                        | Groningen (Gr)         |                        |                        |
|                        |                        |                        |                        |                        |
| Opsterland (Fr)        | Tynaarlo               |                        |                        |                        |
|                        |                        |                        |                        |                        |
| Ooststellingwerf (Fr)  |                        | Midden-Drenthe         |                        | Assen                  |

## Politiek

### Gemeenteraad
De gemeenteraad van Noordenveld bestaat uit 23 zetels. Hieronder staat de samenstelling van de gemeenteraad sinds 1998:
| Partij                                 | 1998 | 2002 | 2006 | 2010 | 2014 | 2018 | 2022 |
| -------------------------------------- | ---- | ---- | ---- | ---- | ---- | ---- | ---- |
| Gemeentebelangen Noordenveld           | 7    | 7    | 8    | 5    | 7    | 9    | 10   |
| Lijst Groen Noordenveld                | -    | -    | -    | 4    | 4    | 3    | 4*   |
| PvdA                                   | 6    | 4    | 7    | 4    | 3    | 3    | 2    |
| GroenLinks                             | 2    | 2    | 2    | 2    | 2    | 2    | 2    |
| VVD                                    | 3    | 4    | 3    | 4    | 2    | 2    | 2    |
| ChristenUnie                           | 1    | 1    | 1    | 1    | 1    | 1    | 1    |
| CDA                                    | 3    | 3    | 2    | 2    | 2    | 2    | 1    |
| D66                                    | 1    | 1    | -    | 1    | 2    | 1    | 1    |
| Onafhankelijk Democratisch Noordenveld | -    | 1    | -    | -    | -    | -    | -    |
| Totaal                                 | 23   | 23   | 23   | 23   | 23   | 23   | 23   |

* In 2022 splitste een lid van de Lijst Groen Noordenveld zich af voordat de nieuwe raad geïnstalleerd was.

### College van burgemeester en wethouders
Het college van burgemeester en wethouders bestaat in de periode 2022-2026 uit:
- Burgemeester: Klaas Smid - PvdA
- Wethouder (1e loco): Kirsten Ipema - Gemeentebelangen
- Wethouder (2e loco): Alex Wekema - PvdA/GroenLinks
- Wethouder (3e loco): Jos Darwinkel - Gemeentebelangen
- Wethouder (4e loco): Robert Meijer - VVD

## Monumenten en kunstwerken
In de gemeente zijn er een aantal rijksmonumenten, oorlogsmonumenten en kunstwerken, zie:
- Lijst van rijksmonumenten in Noordenveld
- Lijst van oorlogsmonumenten in Noordenveld
- Lijst van beelden in Noordenveld

## Openbaar vervoer
Het openbaar vervoer wordt verzorgd door Qbuzz.
Buslijnen in de gemeente Noordenveld:
- Q-link 4: Groningen - Hoogkerk - Peize - Roden
- lijn 83: Assen - Zeijen - Peest - Norg - Langelo - Roden - Nietap - Leek
- lijn 84: Drachten - Ureterp - Wijnjewoude - Bakkeveen - Waskemeer - Haulerwijk - Veenhuizen - Huis ter Heide - Assen
- lijn 104: Een - Haulerwijk - Allardsoog - Bakkeveen - Wijnjewoude - Hemrik - Lippenhuizen - Gorredijk - Terwispel - Tijnje (buurtbus)
- lijn 417: Groningen → Hoogkerk → Peize → Roden → Leek → Midwolde → Hoogkerk → Groningen (nachtbus)

## Sport
Sinds 2022 wordt in de gemeente de wielerwedstrijd Gravel One Fifty gehouden. Dit is een wedstrijd gravelfietsen in de UCI Gravel World Series, waarvan de langste afstand 150 kilometer is. Startplaats was in 2022 Veenhuizen, in 2023 Roden en in 2024 Peize.
Hoofdplaats: Roden

Overige plaatsen: Allardsoog (deels) · Altena · Alteveer · Amerika · Boerlaan · Een · Een-West · De Streek · Foxwolde · Huis ter Heide · Klunderveen · Langelo · Lieveren · Leutingewolde · Matsloot · Nietap · Nieuw-Roden · Norg · Norgervaart (deels) · Oostindië (deels) · Peest · Peize · Peizermade · Peizerwold · De Pol · Roderesch · Roderwolde · Sandebuur · Steenbergen · Terheijl · Veenhuizen · Westervelde · Zuidvelde

Drenthe: Steden en dorpen      Nederland: Provincies · Gemeenten
Aa en Hunze · Assen · Borger-Odoorn · Coevorden · Emmen · Hoogeveen · Meppel · Midden-Drenthe · Noordenveld · Tynaarlo · Westerveld · De Wolden

Steden en dorpen · Voormalige gemeenten · Nederland: Provincies · Gemeenten